# Gidseltagningen i Bangladesh 2016
Gidseltagningen i Bangladesh 2016 var en gidseltagning, der fandt sted i Dhaka i Bangladesh 1. juli 2016 om aftenen og varede indtil den efterfølgende morgen. Angrebet fandt sted på caféen Holey Artisan Bakery i Dhakas diplomatkvarter, hvor en gruppe bevæbnede mænd tog et ukendt antal gidsler blandt såvel gæsterne som personalet. Angrebet kostede 28 mennesker livet, heraf tyve gidsler, seks gidseltagere og to politibetjente.
I forbindelse med redningsaktionen, der havde deltagelse af ca. 100 betjente, blev én gidseltager anholdt og tretten gidsler befriet. Blandt ofrene var ni italienere, syv japanere, 2 eller 3 bangladeshere, en amerikaner og en inder. Islamisk Stat har ifølge CNN taget ansvaret for handlingen, men det afvises af regeringen i Bangladesh, der afviser, at Islamisk Stat er til stede i Bangladesh.
| Land       | Antal |
| ---------- | ----- |
| Italien    | 9     |
| Japan      | 7     |
| Bangladesh | 4     |
| Indien     | 1     |
| USA        | 1     |
| Total      | 22    |

## Ansvar
En første rapport fra Amaq News Agency, som er tilknyttet Islamiske Stat Irak og Levanten, siger, at gruppen hævdede den havde dræbt 24 mennesker og sårede 40 andre. En anden rapport, udstedt direkte af IS et par timer senere, siger, at gruppen havde dræbt "22 korsfarere" og var ledsaget af billeder af terroristerne, stående foran IS-bannere.
Indenrigsministeren fra Bangladesh, Asaduzzaman Khan har udtalt, at gerningsmændene tilhørte Jamaat-ul-Mujahideen og var ikke tilknyttet ISIS. De var veluddannede og for det meste fra rige familier.